# Ukrajinska malonogometna reprezentacija
Ukrajinska malonogometna reprezentacija predstavlja Ukrajinu na FIFA ili UEFA međunarodnim natjecanjima u futsalu.

## Uspjesi
Ova malonogomoetna reprezentacija ostvarila je najveći uspjeh na Europskim malonogometnim prvenstvima održanim u Rusiji 2001. i Italiji 2003. godine gdje je osvojila drugo mjesto, dok je na Svjetskom malonogometnom prvenstvu održanom 1996. godine u Španjolskoj izborila polufinale i na koncu osvojla četvrto mjesto, a na Svjetskom prvenstvu u Uzbekistanu 2024. 3. mjesto pobjedom nad Francuskom 7:1 u utakmici za 3. mjesto.